# Elisa Patiño
Elisa Patiño y Meléndez (Pontevedra, 1890 - 12 de abril de 1919) foi uma aviadora galega, conhecida também pela alcunha de Chichana. Foi a primeira 
mulher galega a pilotar um avião.

## Trajectória
Iniciou-se na aviação com José Pinheiro González, a quem acompanhou em várias demonstrações aéreas a bordo do seu Bleriot. Voou pela primeira vez a 12 de outubro de 1913 na praia de Baltar, em Sanxenxo.

## Vida pessoal
Era filha de Albino Patiño Amado, duque de Patiño, e de Rosa Meléndez. Em agosto de 1916 casou-se em Ponte Sampaio com Enrique Alcaraz Díez, contudo, teve uma morte precoce por causa da gripe espanhola. Teve uma filha, Luzia Alcaraz Patiño, que herdou o ducado de Patiño.